# Manuel Mark
Manuel Mark, né le 10 novembre 1985, est un taekwondoïste autrichien.

## Palmarès

### Championnats d'Europe
- Médaille d'argent des -72 kg du Championnat d'Europe 2010 à Saint-Pétersbourg, (Russie)
- Médaille d'argent des -72 kg du Championnat d'Europe 2008 à Rome, (Italie)